# Hans Zimmermann (Politiker, 1948)
Hans Zimmermann (* 31. Juli 1948 in Bitterfeld; † 4. November 2015) war ein deutscher Politiker (CDU).
Zimmermann besuchte die Oberschule und arbeitete nach einer Lehre zum Chemiefacharbeiter als Bauleiter im Chemiekombinat Bitterfeld. 1970 trat er in die DDR-CDU ein. Im Juni 1988 unterstützte er heimlich die Dreharbeiten der ARD-Sendung Kontraste zum Beitrag Bitteres aus Bitterfeld. Nach der Friedlichen Revolution 1989 leitete er ein Umweltbüro in Bitterfeld und wurde in deren Kreisvorstand in Bitterfeld gewählt. 1990 war er geschäftsführendes Vorstandsmitglied der Wirtschaftsvereinigung der CDU Sachsen-Anhalt. Im selben Jahr gehörte er der letzten Volkskammer der DDR an. Nach der Wiedervereinigung saß er für drei Monate im Deutschen Bundestag.